# كاتدرائية طرابلس
كاتدرائية طرابلس في العاصمة الليبية طرابلس. هي الكاتدرائية الكاثوليكية السابقة في المدينة. تأسست في عشرينيات القرن العشرين، في عهد الاحتلال الإيطالي وتم افتتاحها رسميا في 1928. من بين من شارك في زخرفتها الفنان التشكيلي والمسرحي الليبي عثمان نجيم.

الكاتدرائية لم تكن تابعة للحكومة الإيطالية لكنها كانت تابعة لدولة الفاتيكان وتقع في ميدان عرف سابقا باسمها «ميدان الكاتدرائية» حاليا «ميدان الجزائر» في وسط العاصمة. تم تحويل الكاتدرائية إلى مسجد يحمل اسم «جامع جمال عبد الناصر».

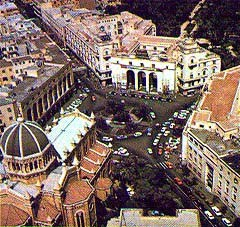

وبعد ثورة السابع عشر من فبراير 2011 تم تغيير اسم المسجد إلى مسجد جمعية الدعوة الأسلامية
كاتدرائية طرابلس تلك لم تكن الأولى في المدينة لكن سبقها كاتدرائية كاثوليكية قديمة في المدينة بنيت في العام 1870 وهي «كاتدرائية سانتا ماريا ديلي أنيلي» "Santa Maria degli Angeli" والتي أسستها وبنتها الجالية المالطية في المدينة والتي كانت متواجدة تحديدا في منطقة الظهرة في طرابلس.